# Carlos Carvalho
Carlos Carvalho (Vermoim, 2 de janeiro de 1933 – Pousada de Saramagos, 11 de janeiro de 2004) foi um ciclista português que venceu a Volta a Portugal em 1959.
Amplamente conhecido como "Rei da Montanha" — por ter vencido o Prémio da Montanha da Volta a Portugal por 4 vezes (1955, 1958, 1960 e 1961) —, ainda é o recordista do prémio de trepador da respetiva prova lusa.

## Carreira desportiva
- 1959, FC Porto, Portugal

## Palmarés
- 1959, venceu a Volta a Portugal

## Homenagens
- Rua Carlos Carvalho, Pousada de Saramagos.